# Вуд, Джеймс Уэйн
Джеймс Уэйн Вуд (англ. James Wayne Wood, 9 августа 1924 — 1 января 1990) — американский авиационный инженер, полковник ВВС США. Офицер ВВС, летчик-испытатель и космонавт в программе X-20 Dyna-Soar.

## Биография
Вуд родился 9 августа 1924 года в Парагоулде, штат Арканзас, в семье Генри П. Вуда (1894—1983) и Альфреды Вуд (урожденной Лоури; 1900—1993), однако, считал своим родным городом Пуэбло, штат Колорадо. Вуд получил степень бакалавра наук в области авиационной техники в США, окончив Технологический институт ВВС в 1954 году. Был женат, имел троих детей.

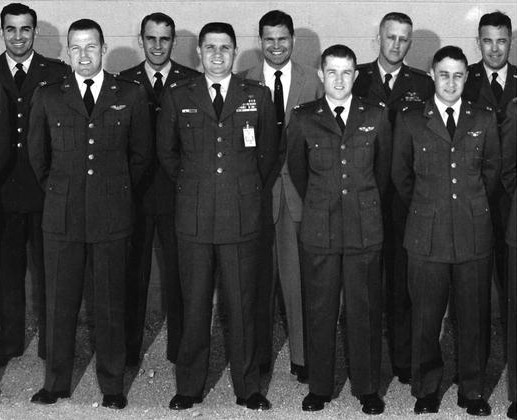
USAF Experimental Flight Test School Class 56D

Во время Второй мировой войны, Вуд служил в армейских ВВС, совершил 10 боевых вылетов. В Корейской войне он совершил более 100 боевых вылетов. Как выпускник Школы летчиков-испытателей ВВС США, он служил пилотом-испытателем в Центре летных испытаний ВВС на авиабазе Эдвардс, Калифорния, когда был выбран для участия в программе X-20 Dyna-Soar. Однако до того, как его выбрали, у него был неудачный опыт в качестве кандидата в Первый отряд астронавтов США. Вуд был старшим пилотом-испытателем проекта Dyna-Soar и должен был стать пилотом его первой суборбитальной миссии. Если бы программа не была отменена, первое испытание было бы в июле 1964 года. После того, как программа Dyna-Soar была отменена 10 декабря 1963 года, он остался в США в военно-воздушных силах и до 1978 года занимал должность командующего испытательными операциями на базе ВВС Эдвардс, ушел в отставку в звании полковника. Позже Вуд был летчиком-испытателем и операционным директором Tracor Flight Systems Inc. в Ньюпорт-Бич, Калифорния.
Вуд умер в Мелборне, штат Флорида, 1 января 1990 года естественной смертью в возрасте 65 лет.